# Leucon magnadentatus
Leucon magnadentatus är en kräftdjursart som beskrevs av Given 1961. Leucon magnadentatus ingår i släktet Leucon och familjen Leuconidae. Inga underarter finns listade i Catalogue of Life.